# Christa Ludwig
Christa Ludwig (16. března 1928, Berlín, Německo – 24. dubna 2021, Klosterneuburg, Rakousko) byla německá operní a koncertní pěvkyně, mezzosopranistka.

## Život
Narodila se v hudební rodině. Její otec Anton Ludwig (1888–1957) byl zpěvák a operní režisér (mimo jiné v Cáchách, Hanau, Gießen), její matka Eugenie Besalla-Louis (1899–1993) byla kontraaltistkou a hudební učitelkou. Byla také jedinou učitelkou své dcery.
První veřejné vystoupení měla ve věku sedmnácti let v Giessenu. O rok později vystoupila v Frankfurtu nad Mohanem jako princ Orlovský v operetě Netopýr. Až do roku 1952 zůstala ve Frankfurtu nad Mohanem. Poté byla angažována v Landestheater Darmstadt (1952–1954) a v Hannoveru (1954–1955). Během svého angažmá ve Frankfurtu a Darmstadtu spolupracovala pravidelně s festivalem současného umění hudby Donaueschinger Musiktage kde zpívala díla Luigi Dallapiccola, Pierre Bouleze a Luigi Nona.
V roce 1955 ji Karl Böhm přivedl do Vídeňské státní opery. Zde se stala významnou interpretkou a v roce 1962 obdržela čestný titul komorní pěvkyně. Členkou souboru byla téměř 40 let. Během této doby zpívala ve 769 představeních 42 různých rolí. V roce 1955 debutovala na Salcburském festivalu; zde naposledy vystoupila 9. srpna 1993. Od roku 1960 zpívala také na Hudebních slavnostech v Bayreuthu (role Brangäna a Kundry), v opeře La Scala (s Marii Callas) a v Royal Opera House v Covent Garden v Londýně.
Úspěchy slavila i mimo Evropu. Po vystoupení v Lyric Opera v Chicagu ji pozval Rudolf Bing do Metropolitní opery v New Yorku, kde debutovala v roce 1959 jako Cherubín v opeře Figarova svatba. Až do roku 1993 zpívala významné role jako Leonore (Fidelio), Dido (Les Troyens), Ortrud, Kundry, Marschallin, Waltraute, Fricka (Wagner). Její repertoár obsahoval i role: Eboli (Don Carlos), Amneris (Aida), (Lady Macbeth), Carmen, Brangäna (Tristan a Isolda), Venuše (Tannhäuser), Octavian (Růžový kavalír), skladatel (Ariadne auf Naxos), Barvířka (Žena beze stínu), Klytemnestra (Elektra), Marie (Vojcek) a Judith (Modrovousův hrad).
Vedle operních rolí zpívala též koncertní a písňový repertoár skladatelů Franz Schubert, Robert Schumann, Johannes Brahms, Hugo Wolf, Gustav Mahler, Hans Pfitzner a Richard Strauss. Jejími klavírními doprovazeči byli Sebastian Peschko, Erik Werba, Gerald Moore, Geoffrey Parsons, Irwin Gage, Charles Spencer, Daniel Barenboim, Tzimon Barto, Leonard Bernstein a James Levine.
V Metropolitní opeře v New Yorku naposledy vystoupila v roce 1993 v roli Fricky v opeře Valkýra. V letech 1993 a 1994 absolvovala své světové turné na rozloučenou. Se svým publikem se rozloučila 14. prosince 1994 na jevišti ve Vídeňské státní opeře v roli Klytaimnestry ve Straussově opeře Elektra.
Nejdůležitějšími dirigenty, kteří doprovázeli její kariéru, byli Karl Böhm, Herbert von Karajan a Leonard Bernstein. Spolupracovala rovněž s Václavem Neumannem, vystoupila na koncertu k jeho sedmdesátinám dne 13. a 14. září 1990 (Gustav Mahler: Symfonie č. 3 d-moll)
Ve své kariéře se setkala s velkými zpěváky operního světa, včetně Elisabeth Schwarzkopf, Marie Callas, Anna Moffo, Franco Corelli, Ileana Cotrubas, Edita Gruberová, Plácido Domingo, Dietrich Fischer-Dieskau, Luciano Pavarotti a dalšími.
Od roku 1957 do roku 1970 byla vdaná za zpěváka Waltera Berryho, s nímž má jednoho syna. V roce 1972 se provdala za francouzského herce a režiséra Paula-Émila Deibera (1925–2011). Žila nedaleko Vídně.

## Nahrávky
- 1960 Vincenzo Bellini: Norma. Osoby a obsazení: Norma (Maria Callas), Pollione (Franco Corelli), Adalgisa (Christa Ludwig), Oroveso (Nicola Zaccaria), Flavio (Piero de Palma), Clotilde (Edda Vincenzi). Sbor a Orchestr milánské Scaly řídí Tullio Serafin.
- 1964 Wolfgang Amadeus Mozart: Kouzelná flétna. Otto Klemperer, Philharmonia Orchestra & Chorus. (Osoby a obsazení: Gottlob Frick, Nicolai Gedda, Waler Berry, Elisabeth Schwarzkopf, Christa Ludwig, Lucia Popp, Gundula Janowitz, Marga Höffgen, Franz Crass). EMI.